# マクデブルク＝アンハルト大管区

マクデブルク＝アンハルト大管区
Gau Magdeburg-Anhalt (ドイツ語)

国の標語: Ein Volk, ein Reich, ein Führer（ドイツ語）
一つの民族、一つの国家、一人の総統国歌: Das Lied der Deutschen（ドイツ語）
世界に冠たるドイツ
党歌: Die Fahne hoch（ドイツ語）
旗を高く掲げよ

ナチス・ドイツの地図

【大管区登録番号】 第14番

マクデブルク＝アンハルト大管区大管区（ドイツ語: Gau Magdeburg-Anhalt）は、国民社会主義ドイツ労働者党（ナチ党）の設置した大管区の一つである。

## 概要

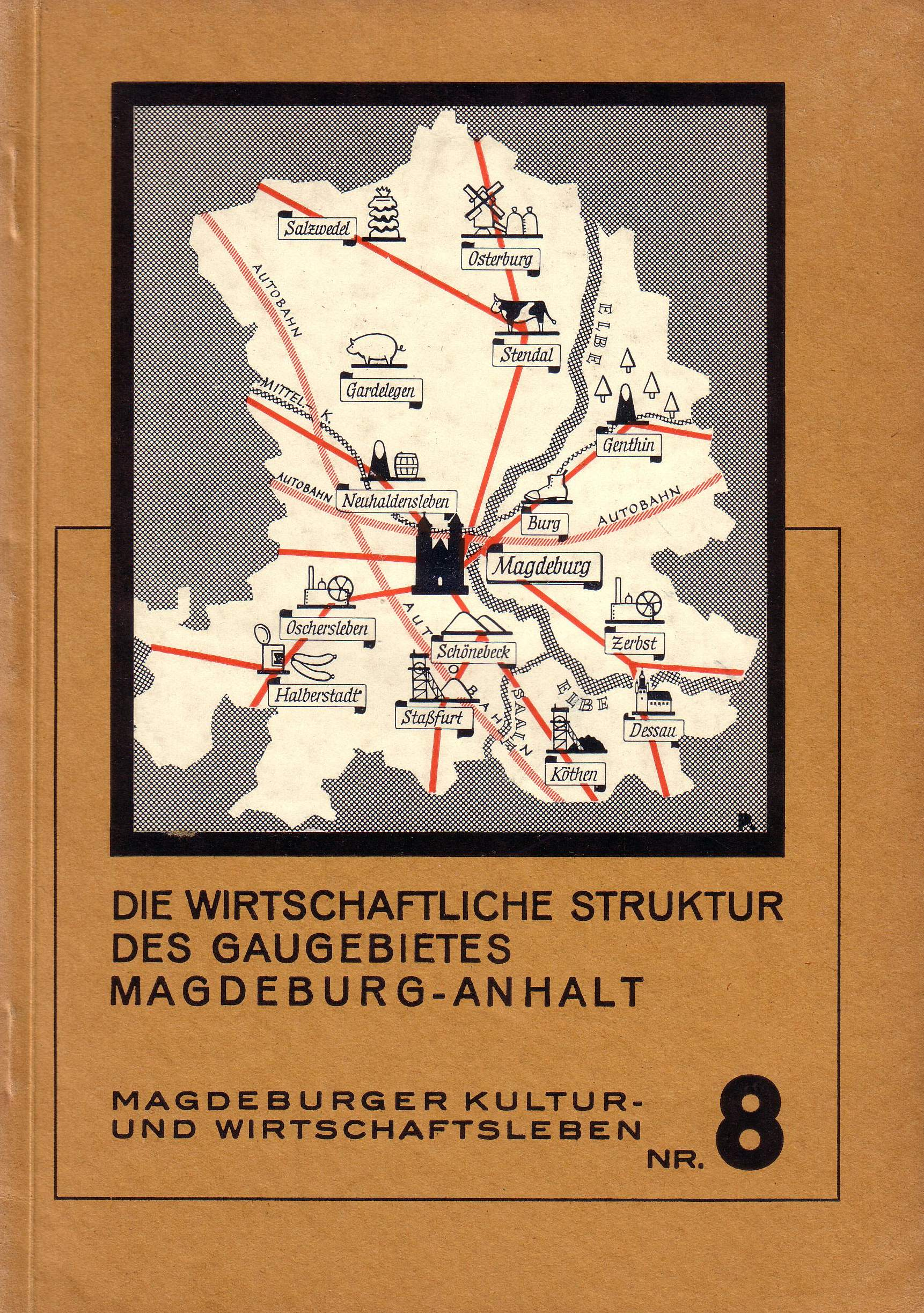
大管区の地図

マクデブルク＝アンハルト大管区は1925年にデッサウのナチ党地区から発展し、本部はSeminarstraße 10番地にあった。大管区指導者は論争の末、1927年にグスタフ・ヘルマン・シュミシュケから理事長のヴィルヘルム・フリードリヒ・ローパーに委譲され、1935年に死去するまで保持した。1925年以来アロイス・バッハシュミットの率いるエルベ＝ハーヴェル大管区（Gau Elbe-Havel）が編入された。
1932年、ローパーはグロースキューナウ城に最初の国家労働奉仕団指導者学校を設立した。同年、ローパーは中部ドイツ・ブランデンブルク全土の方面監督官（Landesinspektor）に任命された。1933年、副大管区指導者のパウル・ホフマンはローパーとの論争の末、辞退し、ヨアヒム・アルブレヒト・エッゲリンクが後任に就いた。
1933年のナチ党の権力掌握後、ローパーはアンハルト自由州とブラウンシュヴァイク自由州の国家代理官となった。プロイセン自由州ザクセン県では、クルト・フォン・ウルリッヒが1933年から1944年まで上級大統領を務めた。ローパーの死後、副大管区指導者のエッゲリンクは配属地の大管区指導者に任命されない、という規則に従い、1937年4月20日に隣接するハレ＝メルゼブルク大管区（Gau Halle-Merseburg）指導者に任命されデッサウに異動した。その後
マクデブルク＝アンハルト大管区指導者はルドルフ・ヨルダンが指名され、第二次世界大戦が始まると全国防衛委員となった。1944年、ヨルダンは新たに編成されたマクデブルク県の防衛委員及び上級知事に任命されたが、終戦直前に逃亡した。

## 備考

### 大管区指導者
大管区指導者
- グスタフ・ヘルマン・シュミシュケ（1926-27年）
- ヴィルヘルム・フリードリヒ・ローパー（1927-35年）
- ヨアヒム・アルブレヒト・エッゲリンク（1935-37年、臨時指導者代行）
- ルドルフ・ヨルダン（1937-45年）

副大管区指導者
- パウル・ホフマン（1932-33年）
- ヨアヒム・アルブレヒト・エッゲリンク（1933-37年）
- ルドルフ・トラウトマン（ドイツ語版）（1938-44年）

### 人事
- 大管区幕僚指導者
  - アルベルト・ハインツ（ドイツ語版）
- 大管区幕僚長（1933年-）
  - グスタフ・ライデンロート（ドイツ語版）
- 大管区監督官
  - ウド・グロッセ（ドイツ語版）（1932年-）
  - ハインリヒ デトロフ フォン カルベン（ドイツ語版）（1938年-）
- 大管区経済顧問
  - ヨハネス・ミューラー（ドイツ語版） （1933-35年）
  - マルティン ナトゥシウス（ドイツ語版）
- 大管区青少年指導者
  - クルト・クリフト（ドイツ語版）（1928年-）

### 組織
- 大管区指導者学校 － デッサウ、旧バウハウス館
- SA『ミッテ（中央）』管区集団本部

### 構成管区
- ベルンブルク（英語版）
- カルベ（英語版）
- デッサウ＝ケーテン
- デッサウ市
- ガルデレーゲン（英語版）
- ハルバーシュタット
- イェーリヒョウ（英語版）第I区
- イェーリヒョウ第II区
- ケーテン
- マクデブルク
- ノイハルデンスレーベン（英語版）
- オシャースレーベン
- オスターブルク（ドイツ語版）
- クヴェードリンブルク＝バレンシュテット（英語版）
- ザルツヴェーデル
- シュテンダール（英語版）
- ヴァンツレーベン（英語版）
- ウォルマーシュテット（英語版）
- ツェルプスト（英語版）